# Arneberga

Arneberga är en gård i Vadstena kommun (Örberga socken), Östergötlands län.

## Historia
Arneberga är en gård som bestod av 1 mantal frälse i Örberga socken, Dals härad. Gården tillhörde på 1600-talet hovintendenten Zakarias Rehnberg, som var god vän med Karl XI. Därefter tillhörde gården omkring 1726 generalmajor Georg Wilhelm Fleetwood, som var gift med en dotter till hovintendenten Rehnberg. Den ägdes senare av generallöjtnanten Johan Fredrik Boij. År 1836 köptes gården tillsammans med 1⁄2 mantal i Luckerstad av änkan W. G. Röhman. Vid hennes död 1852 ärvdes Arneberga av sonen vice häradshövdingen J. W. Röhman, vilken 1868 sålde gården till handlanden J. G. Stenberg. År 1873 tillhörde egendomen mamsell Enander i Örberga.

## Byggnaden
Mangården bestod av en huvudbyggnad med två våningar och två flyglar.